# Nobuo Uematsu
Nobuo Uematsu (植松 伸夫, Uematsu Nobuo; Kōchi, 21 de marzo de 1959) es un compositor japonés de música para videojuegos, más conocido por componer la música de numerosos títulos de Final Fantasy y Blue Dragon.

## Biografía
Empezó a tocar el piano a la edad de doce años. Tiene una hermana mayor que también toca el piano. Uematsu se graduó en la  Universidad de Kanagawa con un grado en inglés. Cuando Uematsu trabajaba en una tienda de alquiler de música en Sugoshiyoshi, una chica que trabajaba para Squaresoft (también llamada simplemente Square) le preguntó si le interesaría crear música para algunos de los títulos en los que trabajaban, y él aceptó. Uematsu lo consideraba un trabajo temporal, y no creía que se convertiría en un trabajo de tiempo completo.
Lo primero que Uematsu compuso para Square fue la banda sonora para Genesis en 1985. Este título, junto con algunos juegos de Square, no presentaron ningún éxito, y la compañía estaba cerca de la bancarrota. En 1987, conoció a Hironobu Sakaguchi, quien le preguntó si quería componer música para algunos de sus juegos, a lo que Uematsu aceptó también. Uno de esos juegos fue Final Fantasy, que se convirtió en un gran éxito, y Square se salvó de la bancarrota. La popularidad de Final Fantasy empezó a hacer más notorio el nombre de Uematsu en la industria de los videojuegos.
En 2004, Uematsu dejó Square Enix y formó su propia compañía llamada Smile Please. La razón por la que dejó Square Enix fue porque la compañía movió su oficina de Meguro a Shinjuku, y él no estaba cómodo con la nueva localización. De todas las bandas sonoras de Final Fantasy, cita Final Fantasy VI como su favorita. Nobuo Uematsu también compuso el tema principal del videojuego Super Smash Bros. Brawl en el 2008.
Uematsu vive en Tokio con su esposa Reiko, a quien conoció en sus días de escuela.

### The Black Mages
En 2003, Uematsu formó la banda llamada The Black Mages, un grupo de rock/metal. En la banda, Uematsu toca el órgano. The Black Mages lanzaron su álbum debut el 19 de febrero de 2003, que contiene arreglos de las piezas de Uematsu en Final Fantasy. En 2004, The Black Mages lanzaron su segundo álbum, llamado The Black Mages II: The skies above. En 2008 la banda lanzó su tercer álbum, llamado The Black Mages III: Darkness and starlight.

### Earthbound Papas
Tras la separación de los integrantes de The Black Mages, Nobuo Uematsu formó el grupo Earthbound Papas. Además, no se centra solo en Final Fantasy, sino que hay canciones de Lost odyssey, Blue dragon o Guinsaga.
El 17 y 18 de septiembre del año 2011, Earthbound Papas y Motoi Sakuraba Progressive Trio se presentaron en Fantasy Rock Fest 2011, en el Club Citta en Kawasaki. El evento contó con actuaciones de música de videojuegos, junto con nuevas piezas de rock progresivo de ambas bandas. Igualmente, el excompositor y guitarrista de Bemani, Daisuke Kurosawa, abrió la función.
El 13 de marzo de 2011 lanzaron su primer disco, Octave Theory, y el 1 de septiembre de 2013 realizaron su segundo álbum de estudio, Dancing Dad.

## Estilo de música e influencias
El estilo de composición de Uematsu es muy diverso, desde piezas clásicas sinfónicas y heavy metal hasta new age. Uematsu es un gran fan de la música celta. El estilo de sus composiciones en la serie Final Fantasy varía por tiempo, de oscura a furiosa, o a melancólica. Por ejemplo, la música de Final Fantasy VII es magnificente, oscura y melancólica, mientras que la banda sonora de Final Fantasy IX es más alegre, dulce e incluso infantil.
La mayoría de las influencias musicales de Uematsu vienen del Reino Unido y de Estados Unidos. Él dice que cuando era joven quería ser como Elton John. Sus otras inspiraciones son The Beatles, Emerson, Lake & Palmer, Simon & Garfunkel y el rock progresivo. El comienzo de la pieza vocal One-winged angel fue inspirada en la canción Purple haze, de Jimi Hendrix.

## Obras

### Final Fantasy
- Final Fantasy (1987)
- Final Fantasy II (1988) - remasterizado por Tsuyoshi Sekito en Wonderswan Color y para la versión de PlayStation (2000, 2002)
- Final Fantasy III (1990)
- Final Fantasy IV (1991)
- Final Fantasy V (1992)
- Final Fantasy VI (1994)
- Final Fantasy VII (1997)
- Final Fantasy VIII (1999)
- Final Fantasy IX (2000)
- Final Fantasy X (2001) - con Masashi Hamauzu y Junya Nakano
- Final Fantasy XI (2002) - con Naoshi Mizuta y Kumi Tanioka
- Final Fantasy XII (2006) - canción de los créditos
- Final Fantasy XIV (2010)
- Final Fantasy VII Remake (2020)

### Otros Videojuegos
- King's Knight (1986)
- Apple Town Monogatari
- Hanjuku Eiyuu (NES)
- Square's Tom Sawyer
- Rad Racer (1987)
- Dragon story (1988)
- Makaitoushi SaGa (a.k.a. The Final Fantasy Legend) (1989)
- SaGa 2 Hihou Densetsu (a.k.a. Final Fantasy Legend II) (1990) - con Kenji Ito
- DynamiTracer
- Cleopatra no Mahou
- Cruise Chaser Blassty
- Chrono Trigger (1995) - con Yasunori Mitsuda y Noriko Matsueda (y también con Tsuyoshi Sekito para la versión de PlayStation)
- Front Mission: Gun Hazard (1997) - con Yasunori Mitsuda y Junya Nakano
- Chocobo's Dungeon 2
- Brave Fencer Musashi (1998)
- Hanjuku Eiyuu Tai 3D (2002)
- Hanjuku Eiyuu 4 (2005)
- Blue Dragon (2006)
- Super Smash Bros. Brawl (2007, solo apertura)
- Lost Odyssey (2008)
- Lord Of Arcana (2010)
- Lord of Vermilion II (2010)
- The Last Story (2011)
- UnchainBlades ReXX (2011)
- Fantasy Life (2012)
- Terra battle (2014)
- Granblue Fantasy (2014,
- Proyecto Fénix (videojuego) (2018, hasta la actualidad

### Trabajos derivados
- Super Mario RPG: Legend of the Seven Stars (1996) - Música de Final Fantasy IV arreglada por Yoko Shimomura
- Ehrgeiz (1998) - Música de Final Fantasy VII arreglada por Takayuki Nakamura
- Final Fantasy XII (2006) - Varios temas míticos de la saga como "Fanfare" y "Final Fantasy" arreglados por Hitoshi Sakimoto.

### Otros trabajos
- Ah! My Goddess: The Movie OST (2000)
- GUIN SAGA Original Soundtrack (2009)
- Final Fantasy: Pray (1990) - con Risa Ohki
- Phantasmagoria
- Final Fantasy: Love Will Grow (1995) - con Risa Ohki
- 20020220: Music from Final Fantasy (Orquestrado)
- Over the fantasy - con Ueda Kana
- The Black Mages
- The Black Mages II - The Skies Above
- The Black Mages III - Darkness and Starlight
- Final Fantasy VII: Advent Children OST (2005)
- Terra Battle (2014)